# 吞弥·桑布扎

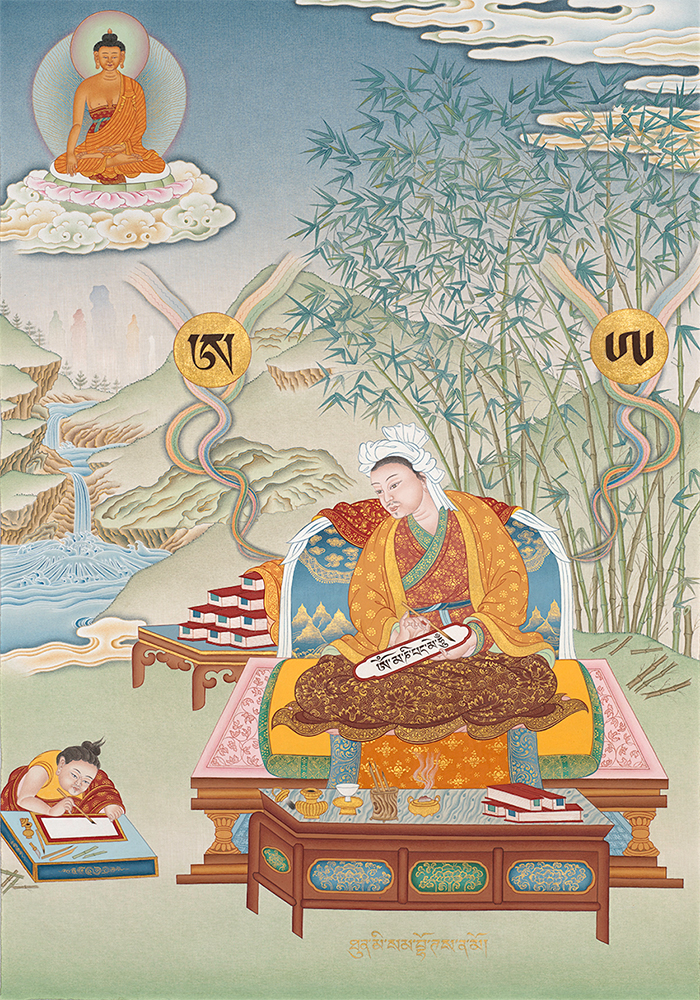

吞弥·桑布扎（藏語：ཐུ་མི་སམ་བྷོ་ཊ་，威利转写：thu-mi sam-bho-ṭa，又ཐོན་མི་སཾབྷོཊ་ (thon-mi saṃbhoṭa) 意思是「吞彌氏的藏族優秀人士」），是公元7世纪時期吐蕃的內相（又作卻論）。他是吐蕃歷史上最早的佛教徒之一，也是藏文的主要创制者，曾翻譯過不少佛經。然而，有學者質疑他的真實性。

## 生平
吞彌·桑布扎出生在聶地（藏語：གཉལ，今隆子縣境內） ，是吐蕃貴族吞彌·阿奴（藏語：ཐོན་མི་ཡ་ནུ）的兒子。
在吐蕃統一青藏高原后，為了使藏族擁有自己的文字 ，第32代赞普松赞干布派遣吞弥·桑布扎等数人，攜帶黃金等物，前往天竺学习文字。一些人由于无法适应天竺炎热天气而病卒异乡，另一些人則無法通曉天竺語言而被迫返回吐蕃。唯有吞弥·桑布扎与几人渡過難關，成功抵達天竺。吞彌·桑布扎向當時有名的天竺學者李敬（藏語：ལི་བྱིན）學習文字，又向班智達拉日巴僧格（藏語：ལྷ་རིག་པའི་སེང་གེ）學習聲明學。
在学成之后，吞弥桑布扎回到吐蕃，以梵文的50个字母为基础样本，模仿克什米爾地區粟特人的文字，并结合藏语自身的特点，制作出30个藏文基础字母，又从梵文的16个元音中造出4个藏文元音字母。此外，又參照梵文的蘭札體和瓦德體，分別創造了烏金體（有頭體）和烏梅體（無頭體）。他還翻譯了在天竺時學習的大乘佛教經典《觀音經續二十一種》等經卷。
由于需要对梵文经书进行大量的翻释，因此又依梵文34个子音进行删减补充，添加了数个梵转写字母。 根據《賢者喜宴》的記載，藏文典籍《聲明論八部》（藏語：བརྡ་སྤྲོད་ཀྱི་བསྟན་བཅོས་བརྒྱད）是吞彌·桑布扎寫的。
藏文体系建成后，吞彌·桑布扎將其獻給了吐蕃贊普松贊干布。松贊干布大喜，重賞了他並將其所創立的字體刻在了甫東堅果囊多寺（藏語：འབུར་སྟོང་ཇིན་ཁོག་སྣང་རྡོའི་ལྟ་ཁང）旁的山崖之上。为带动藏人学习，松赞干布赞普拜吞弥桑布扎为师于玛如宫（藏語：སྐུ་མཁར་མ་རུང），刻苦學習藏文字母達四年之久。由于赞普的带动，该书写体系很快在藏地得以普及。
在創立了藏文系統之後，吐蕃百姓極其尊重吞彌·桑布扎，被尊為「吐蕃七位聰慧少年」（藏語：བོད་ཕྲུག་མ་ཛངས་མི་བདུན）中的第四位。 松贊干布任命吞彌·桑布扎為譯師，與其弟子達磨郭霞（藏語：ངྷ་མ་ཀོ་ཤ）、拉壠多吉貝（藏語：ལྟ་ལུང་རྡོ་རྗེ་དཔལ）翻譯佛教經典。而在吞彌·桑布扎的推動下，吐蕃從天竺、尼婆羅、甲域（唐朝）請來了不少高僧，協助翻譯了大量佛教典籍。
在創立藏文之後，吞彌·桑布扎同噶爾·東贊域松（祿東贊）率一百餘人前往尼婆羅，迎娶赤尊公主； 後來又與支·塞汝貢敦（藏語：འབྲི་སེ་རུ་གུང་ཐུན）等人跟隨噶爾·東贊域松前往唐朝，迎娶文成公主。